# Ліміна
Ліміна (італ. Limina, сиц. Lìmmina) — муніципалітет в Італії, у регіоні Сицилія,  метрополійне місто Мессіна.
Ліміна розташована на відстані близько 500 км на південний схід від Рима, 170 км на схід від Палермо, 36 км на південний захід від Мессіни.
Населення — 861 особа (2014).

## Демографія
Населення за роками:

Станом на 1 січня 2023 року в муніципалітеті офіційно проживало 18 іноземців з 9 країн, серед них 9 громадян країн Євросоюзу.

## Сусідні муніципалітети
- Антілло
- Казальвеккьо-Сікуло
- Форца-д'Агро
- Монджуффі-Мелія
- Роккафьорита